# 4541 Mizuno
4541 Mizuno (1989 AF) là một tiểu hành tinh vành đai chính được phát hiện ngày 1 tháng 11 năm 1989 bởi Kenzo Suzuki và Toshimasa Furuta ở Toyota.